# 中央アジア

中央アジア

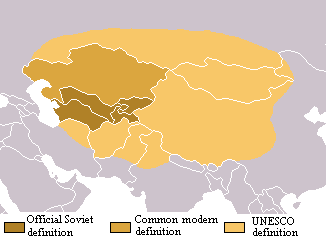
中央アジアのいくつかの定義。狭い順に
ソ連の定義
現代的な定義
UNESCOの定義

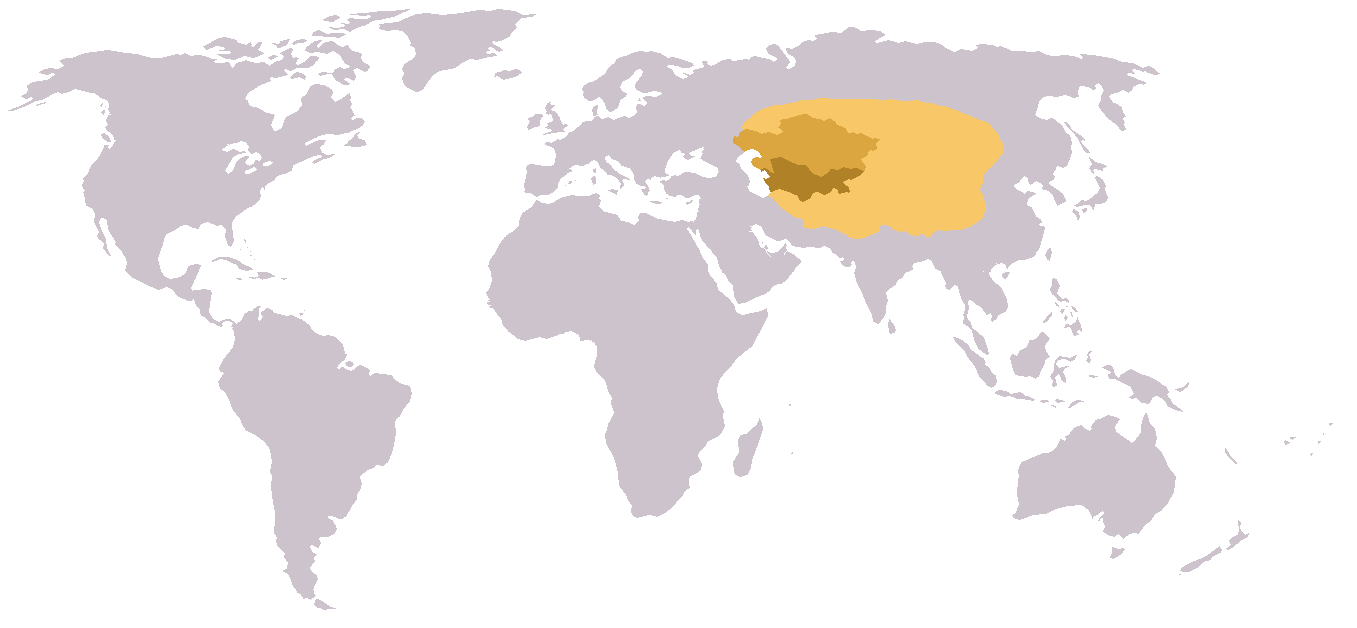
中央アジアの位置

中央アジア（ちゅうおうアジア、英語: Central Asia、ロシア語: Центральная Азия、カザフ語: Орталық Азия、ウズベク語: Markaziy Osiyo、キルギス語: Орто Азия、タジク語: Осиёи Марказӣ、トルクメン語: Merkezi Aziýa）は、ユーラシア大陸またアジア中央部の内陸地域である。18世紀から19世紀にかけては一般にトルキスタンを指したが、現在でも使用される。

## 概要
広義には、「アジアの中央部」を意味し、トルキスタン地域のほか、カザフステップ、ジュンガル盆地、チベット、モンゴル高原、アフガニスタン北部、イラン東部、南ロシア草原を含む。UNESCOはトルキスタン以外にも、モンゴル、チベット、アフガニスタン、イラン北東部、パキスタン北部、インド北部、シベリア南部などを中央アジア概念の中に含めている。
トルキスタン地域は東西の2ヶ所に分けられていて、それぞれ「西トルキスタン」「東トルキスタン」と呼ばれている。
西トルキスタンには、旧ソ連諸国のうちカザフスタン、キルギス、タジキスタン、トルクメニスタン、ウズベキスタンの5か国が含まれる（以下、中央アジア5か国と記す）。
東トルキスタンは清に併合されて新疆省となり、中華人民共和国のもと、1955年以降新疆ウイグル自治区となっている。

## 定義

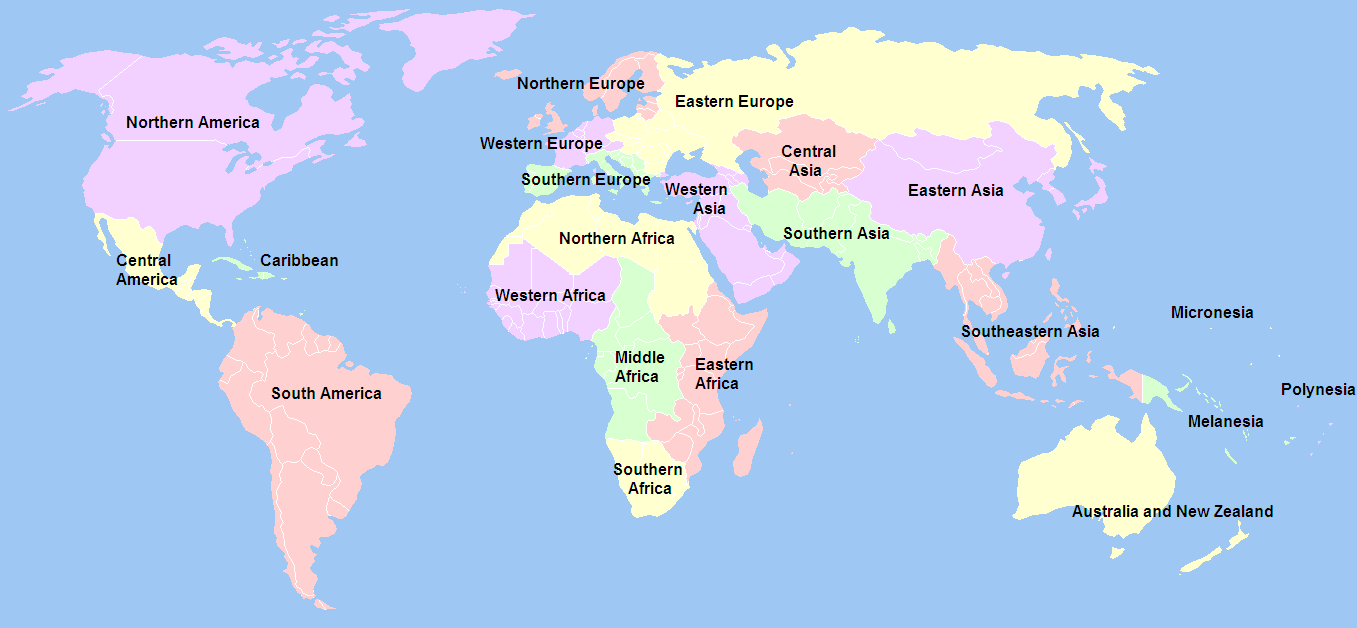
国連による世界地理区分

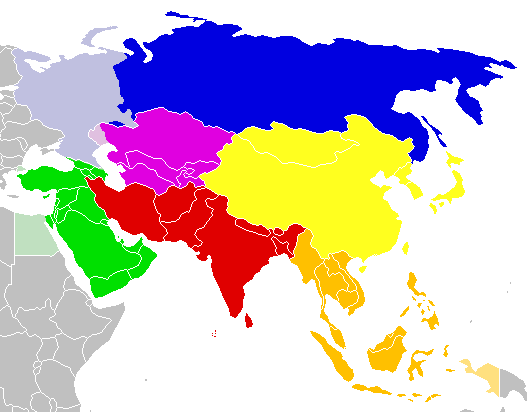
国際連合によるアジアの地域の分類
北アジア
中央アジア
西アジア
南アジア
東アジア
東南アジア

中央アジアの概念はドイツのアレクサンダー・フォン・フンボルトが1843年に提唱した。その他、古生物学などでは、モンゴルを中央アジア、中央アジア5か国を中部アジアと言って区別することがある。

### 旧ソ連における定義
ソビエト連邦は、現代の中央アジア5か国からカザフスタンを除いた地域にあたる、キルギスССР、タジクССР、トルクメンССР、ウズベクССРの4共和国をСредняя Азияと定めていた。一方、より広い範囲（歴史的ロシアに含まれない範囲）を示すЦентральная Азияという語もあった。これらはともに中央アジア (Central Asia) と訳された。
ソビエト連邦の崩壊後、中央アジア5か国はカザフスタンが中央アジアに含まれると宣言した。これが現在もっともよく使われる中央アジアの定義である。
旧ソ連の文献では「スレドニャヤ・アジア（ミドルアジア）」と「ツェントラリナヤ・アジア（中央アジア）」とが使い分けられてもいた。「ソ連中央アジア（ソビエツカヤ・スレドニャヤ・アジア）」という言い方もあった。

### UNESCOにおける定義
UNESCOは、より広い範囲を中央アジアと定めている。それには中央アジア5か国のほか、中国の新疆ウイグル自治区、モンゴル地域（モンゴル国、内蒙古自治区など）、チベット地域（チベット自治区、青海省など）、アフガニスタン、イラン北東部、パキスタン北部、インドのジャム・カシミール、ロシアのシベリア南部が含まれる。なお、この範囲が定められたのはソ連崩壊前である。

### 東洋史研究における定義など
日本をはじめとする東洋史研究においては従来、中央アジアという概念は、次の3つの観点から用いられてきた。
1. シルクロードなどの東西交渉史
2. 中国による西域統治史
3. トルコ民族史

このような「東西」軸の見方に対して、歴史家間野英二は中央アジア住民が意識していたのはむしろ、北方遊牧民との関係であり、南北軸の見方を提唱しながら、東のゴビ砂漠、西のカスピ海、南のコペト・ダウ、ヒンドゥークシュ山脈、コンロン山脈、北のアルタイ山脈とカザーフ草原に囲まれた地域を、中央アジアとした。

### 日本の外務省における管轄
日本の外務省においては、中央アジア5か国は欧州局中央アジア・コーカサス室の管轄となっている。これは旧ソ連諸国が欧州局の管轄である為である。

## トルキスタン
トルキスタンには、以下の国がある。いずれの国名も「スタン (stan)」で終わっているが、これは「国」を表す語であり、それぞれ特定の民族の国を意味している。
- カザフスタン - カザフ人の国。ウラル山脈より西側はヨーロッパ地域に属している。北部地域を北アジアに含む場合もある。
- キルギス（クルグズスタン） - クルグズ人（キルギス人）の国
- タジキスタン - タジク人の国。 ゴルノ・バダフシャン自治州は民族的には南アジアに近く、地理的区分では西アジアに属す。
- トルクメニスタン - トルクメン人の国
- ウズベキスタン - ウズベク人の国
  -  カラカルパクスタン共和国 - カラカルパク人の自治共和国

## 歴史

中央アジアの国

中央アジアの歴史は、「中央アジア」をどう見るかによって様相を異にするが、一般に、ユーラシア大陸内陸部を拠点とする遊牧民族、およびオアシス国家の歴史を指す。
歴史上、中央アジアの遊牧民は、北アジアのモンゴル高原から中央アジア・イラン高原・アゼルバイジャン・カフカス・キプチャク草原・アナトリアを経て東ヨーロッパのバルカンまでを活動領域としてきた。匈奴・サカ・スキタイの時代から、パルティア・鮮卑・突厥・ウイグル・セルジューク・モンゴル帝国などを経て近代に至るまでユーラシア大陸全域の歴史に関わり、遊牧生活によって涵養された馬の育成技術と騎射の技術、卓越した移動力、騎兵戦術に裏打ちされた軍事力、そして交易で歴史を動かしてきた。遊牧民を介してユーラシア大陸の東西はシルクロードなどを用いて交流し、中国の火薬などの技術がモンゴル帝国を通じてヨーロッパに伝わってもいる。

## 言語
- チュルク語族 - カザフ語、キルギス語、ウズベク語、ウイグル語、トルクメン語など
- インド・ヨーロッパ語族
  - イラン語派 - タジク語など
  - スラブ語派 - ロシア語